# 紫花杯冠藤
紫花杯冠藤（学名：Cynanchum purpureum）是夹竹桃科鹅绒藤属的植物。分布在俄罗斯、朝鲜以及中国大陆的河北等地，生长于海拔100米至670米的地区，一般生长在山地林中，目前尚未由人工引种栽培。

## 别名
紫花白前（东北植物检索表）

## 异名
- Cyathella purpurea (Pall.) C. Y. Wu et D. Z. Li